# شاهزاده جهانكير
شاهزاده جهانكير (بالتركية: Şehzade Cihangir)‏ هو سادس أبناء السلطان سليمان القانوني والخامس من أبناء زوجته السلطانة خُرَم وآخرهم وصولاً لسن البلوغ. عانى الأمير من مشاكل صحية من صغره خصوصاً كونه أحدب مما أبعده عن دائرة الصراع حول العرش. رغم ذلك، كان محل اهتمام أبويه وأظهر تفوقاً في دراسته حتى قيل عنه أنه أفضل إخوته ذكاءًا
وفي أثناء حملة سليمان القانوني على الدولة الصفوية، أعدم الأمير مصطفى الأخ غير الشقيق لجهانكير وولي عهد سليمان، تسبب هذا الخبر في حزن الأمير الذي رأى أن أخيه أعٌدِمَ ظلماً. فساءت حالته الصحية وقيل أنه امتنع عن الطعام كمداً على أخيه فتوفى بسبب المرض والاكتئاب بعدها بحوالي الشهر ونقل جثمانه لإسطنبول حيث دفن هناك.

## بعد وفاته
أمر أبوه المعماري سنان آغا بتخليد ذكراه ببناء مسجد خشبي في حي على البوسفور في إسطنبول حيث اعتاد الأمير الذهاب إليه للترفيه، فبنى مسجد شاهزاده جهانكير ومنها اشتق اسم الحي وأصبح اسمه «مجاورة جهانكير».

## مسلسل حريم السلطان
أدى الممثل التركي تولغا ساريتاش (بالتركية: Tolga Sarıtaş)‏ (مواليد 30 مايو 1991 في إسطنبول) دور شاهزاده جهانكير، سادس أبناء السلطان سليمان القانوني، والخامس من أبناء زوجته السلطانة خٌرَم في المسلسل التركي الشهير حريم السلطان الجزء الرابع.